# Lauren Nelson
Lauren Paige Nelson (Lawton, 26 novembre 1986) è una modella statunitense, eletta Miss America 2007.
La Nelson è la seconda Miss America consecutiva e la sesta nella storia del concorso ad essere originaria dell'Oklahoma.

## Biografia
Lauren Nelson è stata eletta Miss Teen Oklahoma 2004 ed in queste vesti aveva gareggiato a Miss America 2005.
In rotta verso Miss America, la Nelson vince anche il concorso di Miss Oklahoma l'11 giugno 2006, vincendo una borsa di studio di 16.000 dollari. All'età di diciannove anni, la Nelson è la più giovane Miss Oklahoma della storia.
Nelson quindi rappresenta lo Stato dell'Oklahoma a Miss America 2007, trasmesso in diretta su CMT il 29 gennaio 2007. Alla fine del trasmissione, la Nelson viene incoronata ottantaduesima Miss America. La Nelson vince il concorso l'anno dopo Jennifer Berry, di Jenks, Oklahoma, nel secondo caso della storia in cui il concorso viene vinto due volte consecutive da rappresentanti dello stesso Stato. La prima volta risaliva al 1960, in cui rappresentanti del Mississippi avevano vinto sia nel 1959 che nel 1960.